# 加茂の大クス

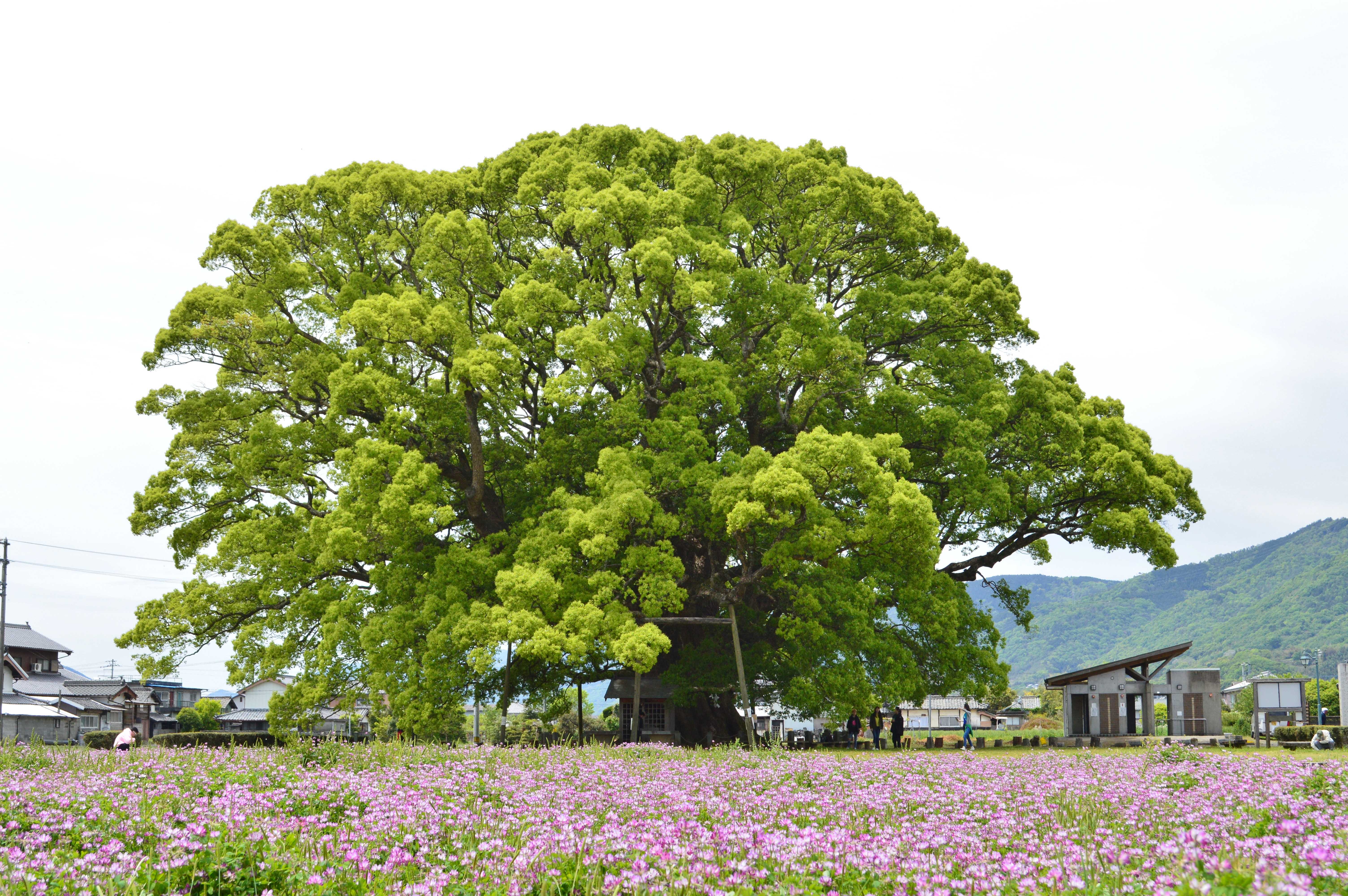
加茂の大クス

加茂の大クス（かものおおクス）は、徳島県東みよし町加茂（旧三加茂町）に自生するクスノキの巨木である。国の特別天然記念物に指定されている。にし阿波お勧めビューポイント100選・新日本名木百選・四国八十八景11番に選定。

## 概要・歴史
吉野川南岸のJR徳島線阿波加茂駅の北東にある、旧若宮神社の社地跡にあり、源平の頃よりあると伝わっている。1926年（大正15年）10月20日、内務省告示第58号により天然記念物に指定され、1956年（昭和31年）7月19日に文化財保護法に基づき国の特別天然記念物に指定された 。
昭和以降、周辺の開発の影響により樹勢が低下したため、県や町により周囲の水田を買い取り、周囲に土を入れるなどして、樹勢の回復につとめている。

## データ

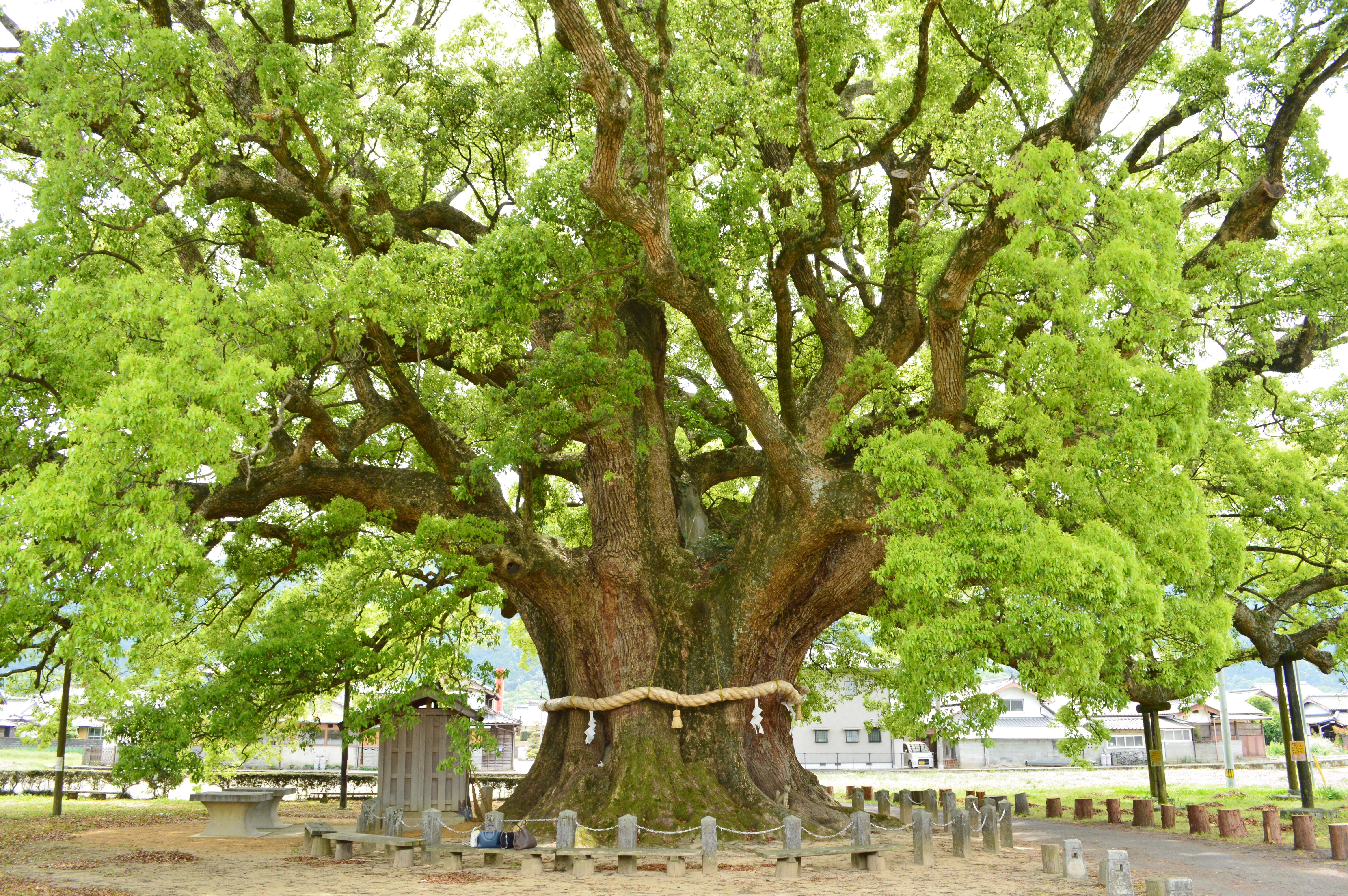
樹勢

2007年（平成19年）11月1日の環境省による計測値
- 所在地：東みよし町加茂1482番地
- 樹齢：約1000年
- 根回経：23.35m
- 幹経：16.72m（環境省巨樹測定基準）

14.10m（地上1.3m凹凸を含まない）
- 樹高：26m
- 枝張東西：52m
- 枝張南北：42m

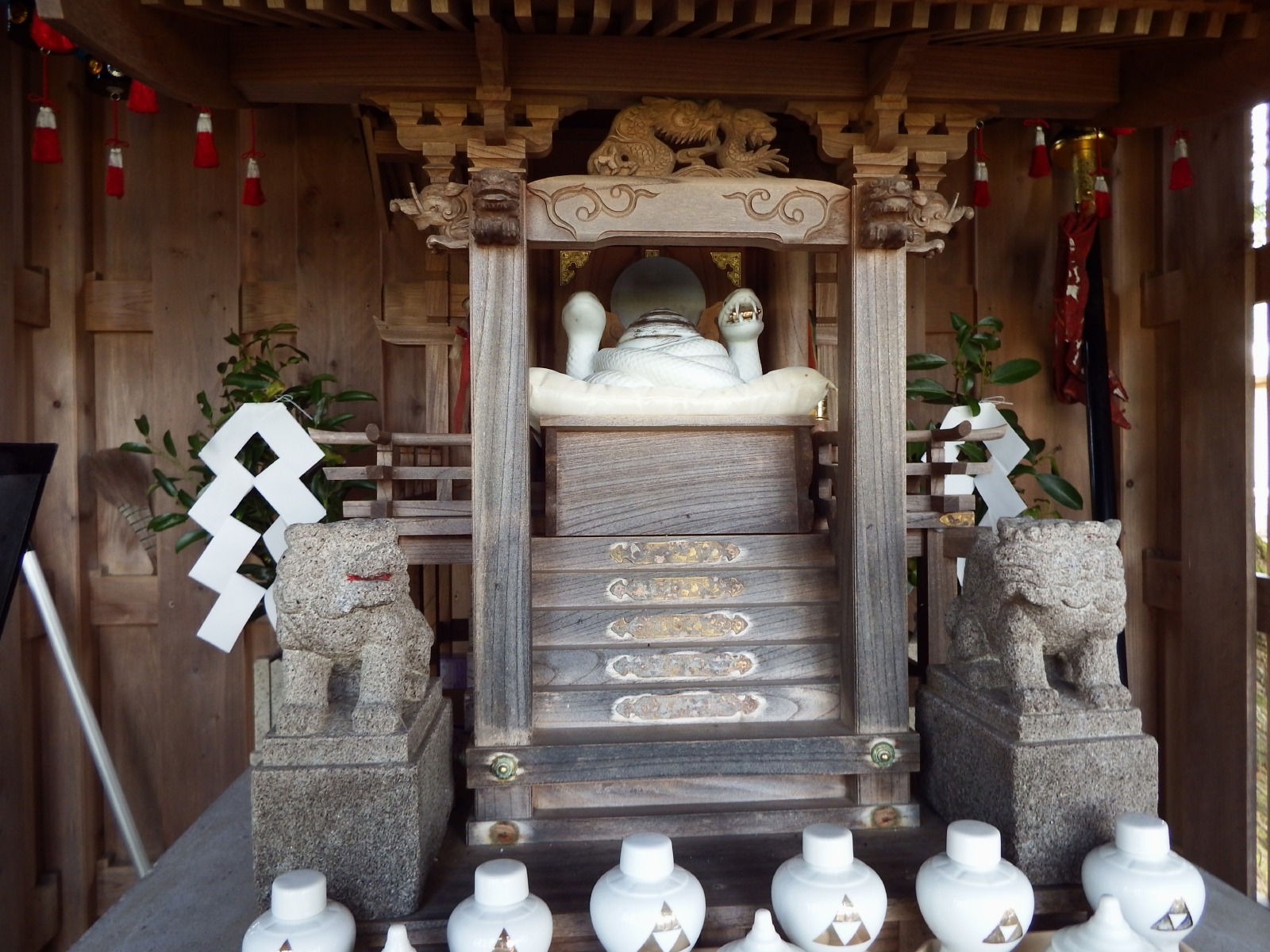
祠
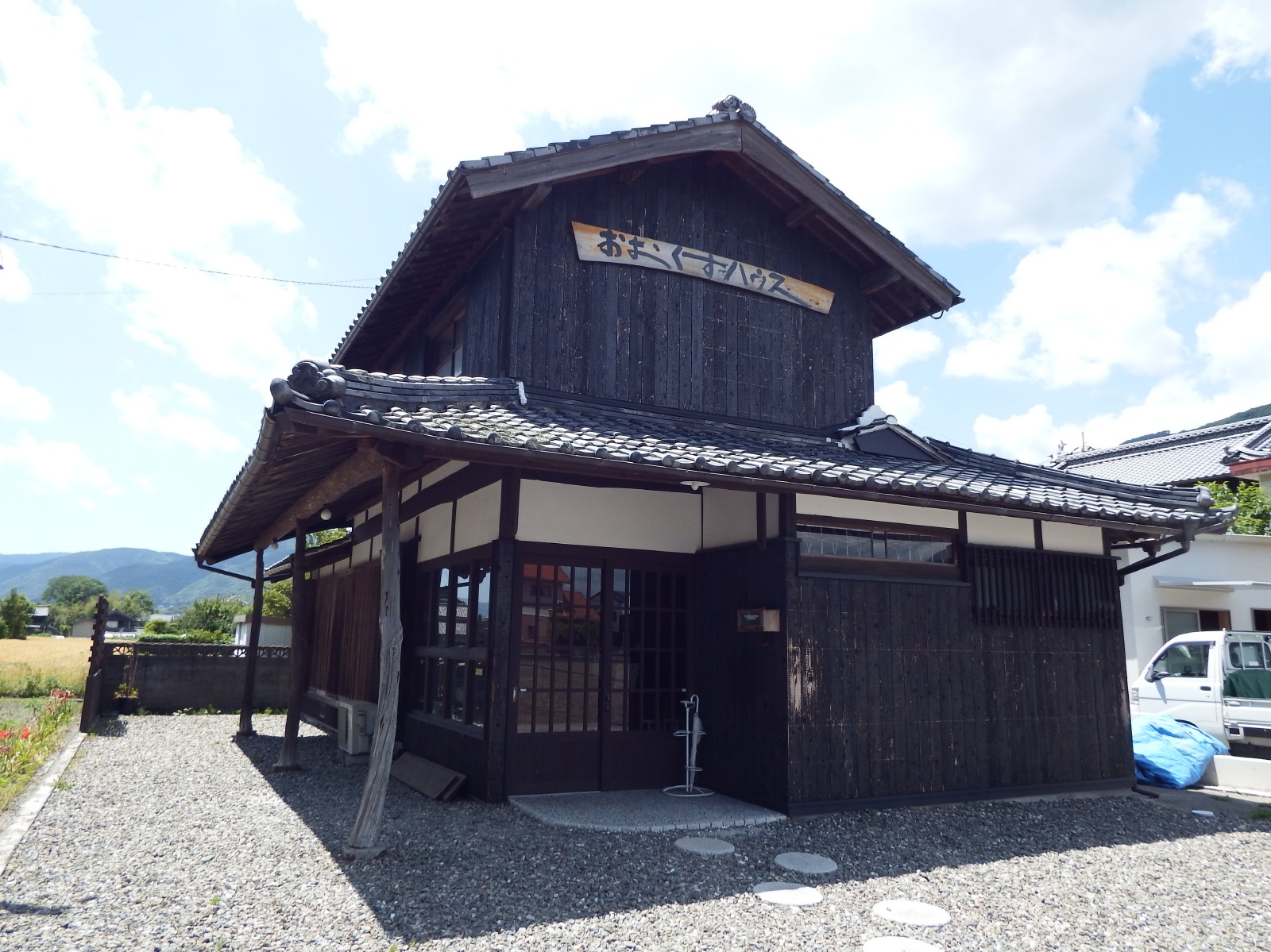
おおくすハウス

- 周辺設備：公衆トイレ、休憩所「おおくすハウス」